# Manta, Colombia
Manta är en kommun i Colombia.   Den ligger i departementet Cundinamarca, i den centrala delen av landet, 70 km nordost om huvudstaden Bogotá. Antalet invånare är 4 627. Arean är 105 kvadratkilometer.
Terrängen i Manta är kuperad norrut, men söderut är den bergig.